# Automobiles Parent
Automobiles Parent war ein französischer Hersteller von Automobilen.

## Unternehmensgeschichte
Paul Faitot gründete 1913 das Unternehmen in Maisons-Alfort zur Produktion von Automobilen. Der Markenname lautete Parent. 1914 endete die Produktion.

## Fahrzeuge
Das Angebot bestand aus einem Einzylindermodell mit 704 cm³ Hubraum und einem Vierzylindermodell mit 905 cm³ Hubraum. Der Motor war vorne im Fahrzeug montiert und trieb über eine Kardanwelle die Hinterachse an. Auffallend war der Spitzkühler.